# ランタン・リルン
ランタン・リルンとは、ユーラシア大陸中央部に存在する、ヒマラヤ山脈を構成する山の1つである。山頂の現在の標高は7000 mを超えている。

## 地理

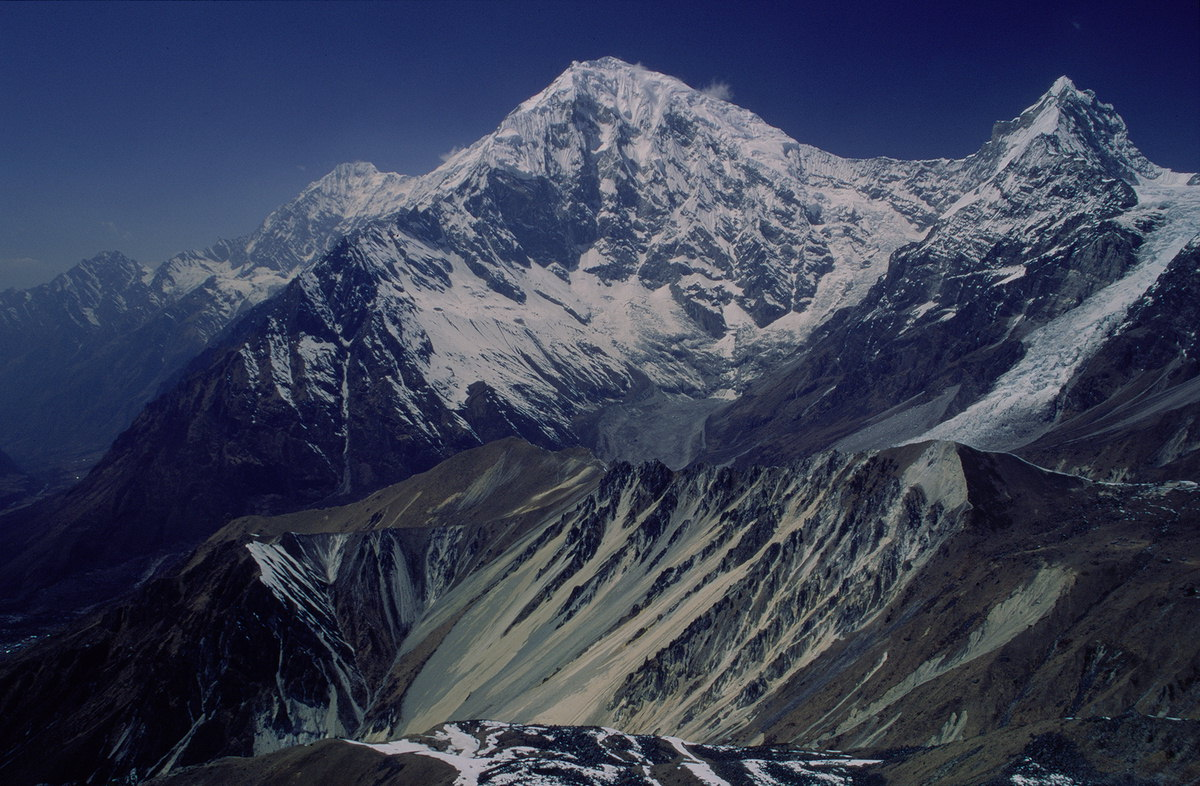
東の方向から見たランタン・リルン。リルン氷河も見える。

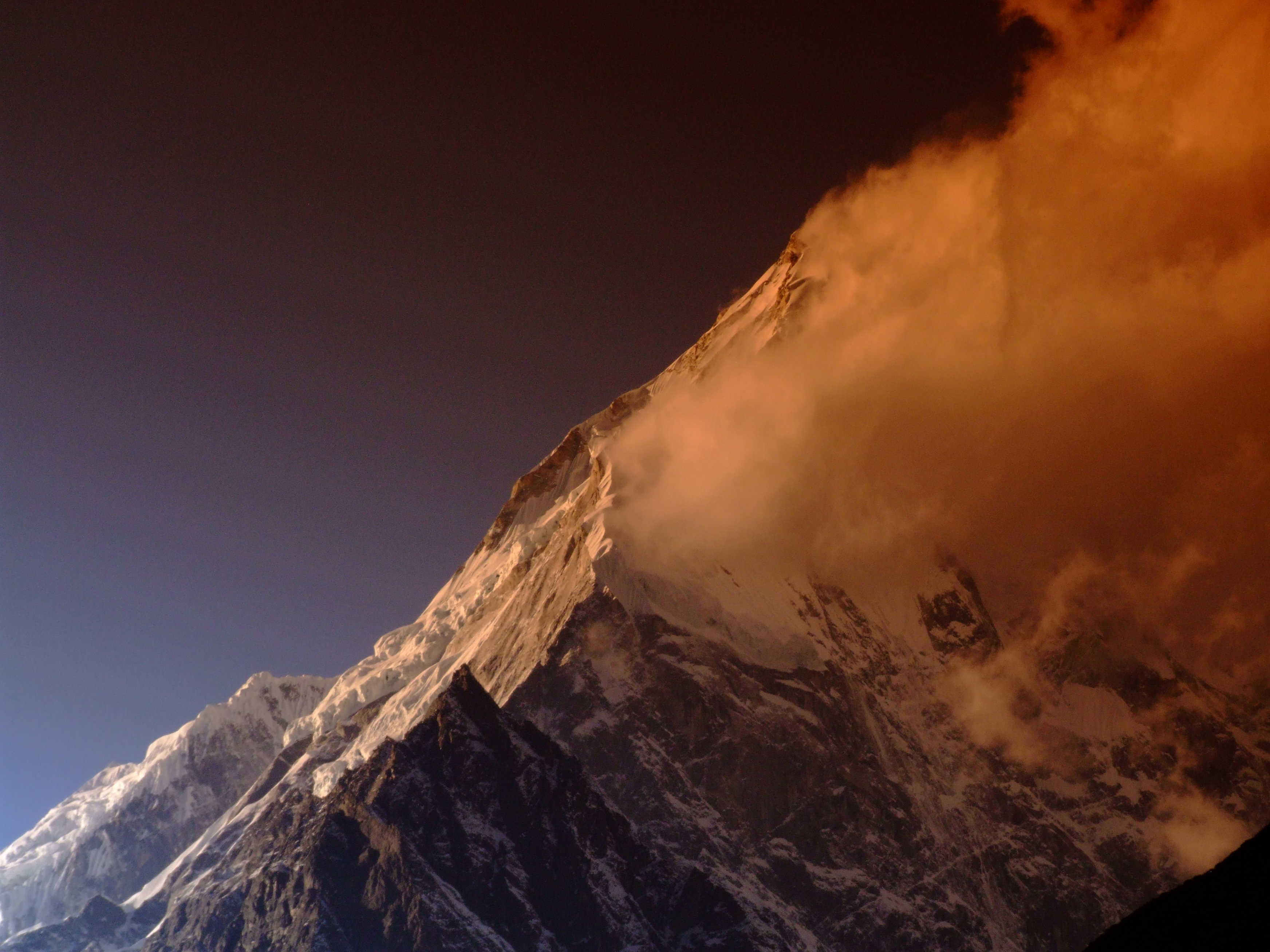
別な角度から見たランタン・リルン。

ランタン・リルンの山頂の標高は約7234 mである

。
この山は、おおよそ北緯28度15分27秒、東経85度30分57秒付近に位置しており

、この場所はネパール中部のバグマティ県北部でチベットとの国境付近のラスワ郡に属している。バグマティ県に属するこの付近の3つの郡、すなわち、ラスワ郡とシンドゥーパルチョーク郡とヌワコット郡にまたがる、面積約1710 km2の土地は、ネパール政府によってランタン国立公園に指定されている。この付近はヒマラヤ山脈の一部なので、公園内には幾つもの山がそびえているわけだがそれらの山の中で最も高い山、つまり、ランタン国立公園内における最高峰がランタン・リルンである

。
なお、ランタン・リルンの東側斜面を、リルン氷河と言う氷河が流れ降っている

。